# Ildringen
Ildringen er betegnelsen for det bælte af vulkaner, der ligger rundt langs de asiatiske og amerikanske stillehavskyster. Forkastningerne i området er hjemsted for hovedparten af verdens mest aktive vulkaner. Ca. fire femtedele (over 75 % af alle verdens vulkaner er der, og omkring 90 % af alle registrerede jordskælv forekommer her) af alle verdens jordskælv og vulkanudbrud finder sted i bæltet.

## Nogle af Ildringens vulkaner
- Mount Erebus

| Geologi | Spire Denne artikel om geologi er en spire som bør udbygges. Du er velkommen til at hjælpe Wikipedia ved at udvide den. |